# Токо плямистодзьобий
Токо плямистодзьобий (Lophoceros nasutus) — вид птахів родини птахів-носорогів (Bucerotidae). Це один з найменших представників родини. 

## Поширення
Зустрічається він у південно-західній частині Аравійського півострова, а також в Африці, воліючи місцевість на південь від Сахари. Населяє лісисті місцевості і савану.

## Опис
Довжина тіла близько 45 см завдовжки. Оперення переважно сіре з темнішими головою, маховими пір'ям і хвостом. З боків голови є білі смуги, крім того під час польоту видна біла смуга на спині. Довгий вигнутий дзьоб чорного кольору з горизонтальними смужками з боків кремового кольору. Самець і самка однакові, відмінності тільки в кольорі дзьоба: у самця дзьоб повністю чорного кольору, в той час як у самки поддзьоб червоний. Ювенільні птиці рівномірно сірого кольору. Політ хвилеподібний.

## Підвиди
- T. n. dorsalis
- T. n. epirhinus
- T. n. forskali
- T. n. nasutus